# DaJuan Summers
DaJuan Summers  (Baltimore, Maryland, 24. siječnja 1988.) američki je profesionalni košarkaš. Igra na poziciji niskog krila, a može igrati i krilnog centra. Trenutačno je član NBA momčadi Detroit Pistonsa. Izabran je u 2. krugu (35. ukupno) NBA drafta 2009. od strane istoimene momčadi.

## Rani život
Pohađao je srednju školu McDonogh School gdje je kao junior prosječno postizao 20 poena i 11 skokova te je osvojio nagradu "Baltimore City" za igrača godine. 

## NBA karijera
Izabran je kao 35. izbor NBA drafta 2009. od strane Detroit Pistonsa.

## Vanjske poveznice
- Draft profil na NBA.com